# Kapliczki na Ujeździe
Kapliczki w miejscowości Ujazd w województwie małopolskim, w powiecie bocheńskim, w gminie Trzciana.
Kapliczki, krzyże i figurki (zwane też świątkami) są częstym elementem krajobrazu w Polsce. Stawiano je przy drogach, często na skrzyżowaniach dróg, w miejscach objawień religijnych lub ważnych dla społeczności lokalnej wydarzeń, w miejscach po zniszczonych świątyniach, także by uczcić jakieś ważne wydarzenie, czy potwierdzić swoje religijne zaangażowanie. Na Ujeździe są dwie kapliczki.
1. Kapliczka szafkowa z Najświętszym Sercem Pana Jezusa – przy drodze od skrzyżowania na Ujeździe do Zbydniowa (zobacz na mapie Gogle)
2. Kapliczka przy Źródle św. Kingi na Ujeździe – na polach poniżej kurników na Ujeździe (zobacz na mapie Gogle)

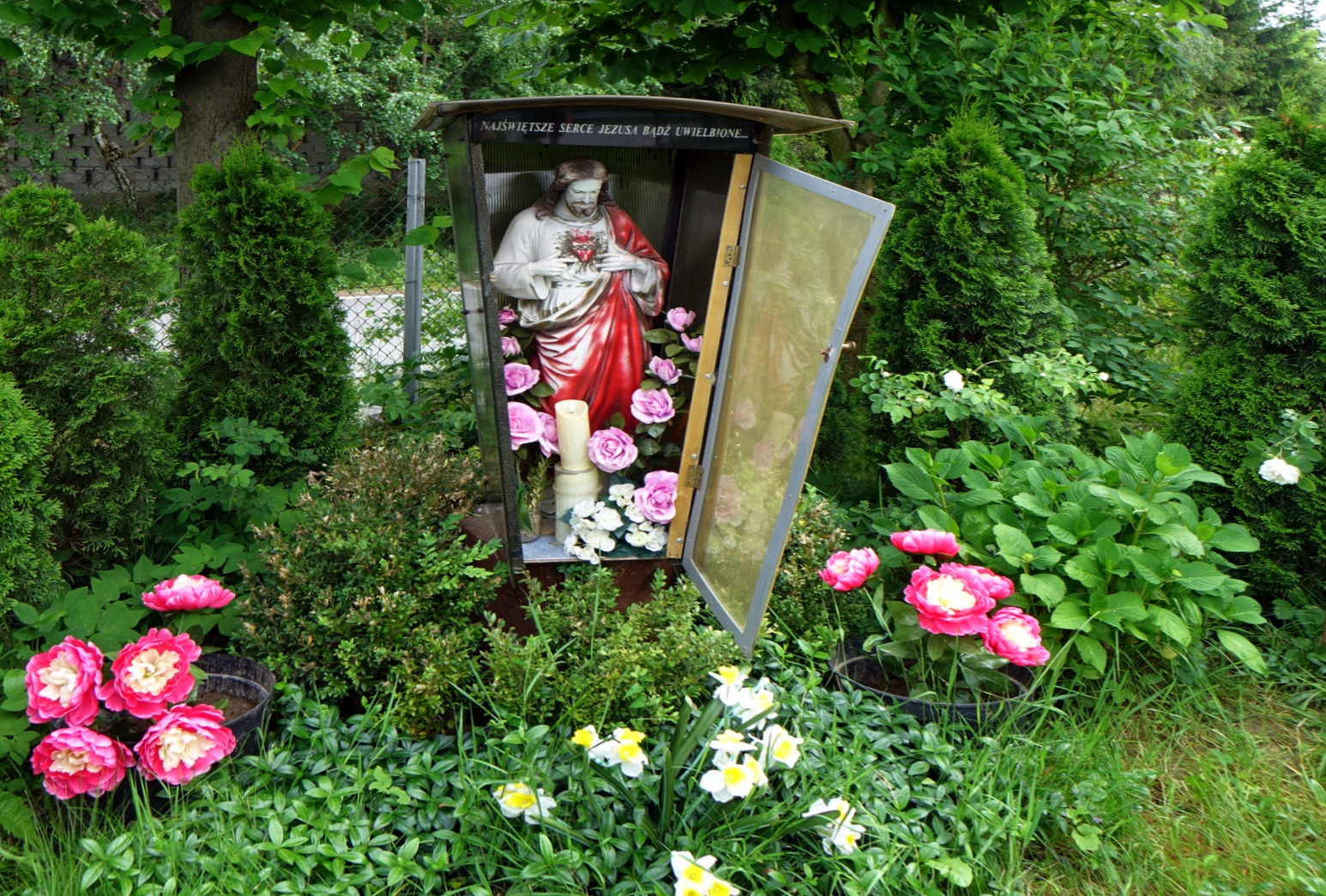
1
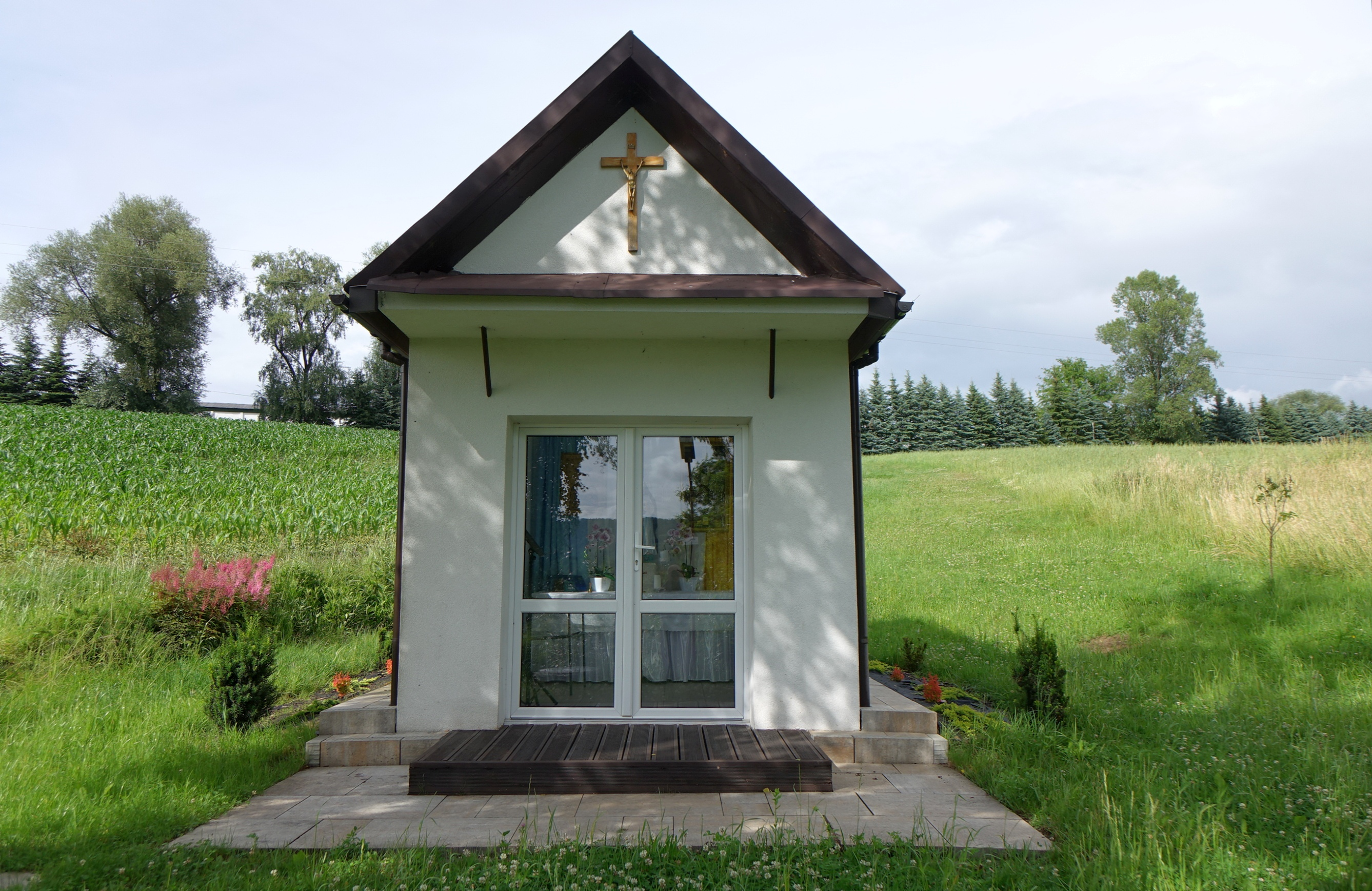
2